# Vicente Toledano Valenciano
Vicente Toledano Valenciano (28. října 1900, Saceda-Trasierra – 28. července 1936, Belinchón) byl španělský římskokatolický kněz a mučedník. Katolická církev ho uctívá jako blahoslaveného.

## Život
Narodil se 28. října 1900 v Saceda-Trasierra jako syn Luciana Toledano Alonso a Antonie Valenciano de los Ríos. Byl druhým z jedenácti dětí.
Od dětství cítil touhu stát se knězem. Před vstupem do semináře mu zemřela matka, proto se rozhodl zůstat doma, aby pomohl svému otci starat se o rodinu.
Vstoupil do kněžského semináře v Cuence. Dne 6. června 1925 byl vysvěcen na kněze. Stal se kaplanem v Peñalénu v provincii Guadalajara. Poté byl ustanoven farářem v Reíllo, Cañada del Hoyo a La Cierva.
Jeho poslední farností byla obec Uclés.
Po vypuknutí španělské občanské války a počátku pronásledování katolické církve byl 27. července 1936 zatčen spolu se agustiniány Josém Gutiérrezem Arranzem, Josém Aureliem Calleja de Hierro, Antolínem Astorgou Díezem, Enriquem Serrou Chorro a několika studenty.
V noci byli odvezeni na místo zvané Las Emes poblíž Belinchónu a zde zastřeleni.

## Proces blahořečení
Dne 2. června 1953 byl zahájen jeho proces blahořečení. Do stejného procesu byli zařazeni také čtyři augustiáni. Následně byl 27. dubna 1990 proces spojen s dalšími procesy, a tím vznikla skupina 104 mučedníků z řádu augustiniánů a diecézního kléru.
Dne 1. června 2007 uznal papež Benedikt XVI. jejich mučednictví. Blahořečeni byli 28. října 2007.